# Jrvezh
Jrvezh es una localidad del raión de Kotayk, en la provincia de Kotayk, Armenia, con una población censada en octubre de 2011 de 7198 habitantes. 
Se encuentra ubicada en el centro-sur de la provincia, a poca distancia del río Hrazdan —un afluente del río Aras—, de Ereván y de la frontera con la provincia de Ararat.